# Фикијери (Терамо)
Фикијери (итал. Fichieri) је насеље у Италији у округу Терамо, региону Абруцо.
Према процени из 2011. у насељу је живело 47 становника. Насеље се налази на надморској висини од 470 м.